# Aleksa Đokić
Aleksa Đokić (...) è un ex giocatore di football americano serbo, che ha giocato nel ruolo di quarterback.